# Комуна 1
Кому́на 1 (нім. Kommune I), іноді також K1 — політично вмотивована комуна в Німеччині, утворена 12 січня 1967 року в Західному Берліні і остаточно розпущена в листопаді 1969 року. Комуна виникла в колах позараламентської опозиції німецького студентського руху 1960-х років і була задумана як контрмодель маленької сім'ї середнього класу, як реакція на спосіб життя суспільства, яке комуна вважала дуже консервативним.
Спочатку комуна розташовувалася в порожній квартирі письменника Ганса-Магнуса Енценсбергера та однокімнатій квартирі письменника Уве Йонсона, що перебував у США. Після повернення Енценсбергера після тривалого перебування у Москві, комуна покинула квартиру і на деякий час зайнла інший будинок Йонсона. Врешті-решт група остаточно оселилася на другому поверсі задньої частини багатоквартирного будинку у берлінському районі Моабіт.
Протягом усього свого існування «Комуна 1» славилася своїми химерними інсценізаціями, що коливалися між сатирою та провокацією. Так, комуна планувала атакувати пудингом віцепрезидента США Г'юберта Гамфрі, який мав відвідати Берлін у квітні 1967 року.
Після того, як у травні того ж року внаслідок пожежі в брюссельському універмазі загинули 251 людини, «Комуна 1» у кількох листівках оголосила цю трагедію антиімперіалістичним сигналом і запитувала: «Коли ж будуть горіти універмаги у Берліні?» Ці листівки наштовхнули на дії інших ліворадикально нашатованих осіб, зокрема Андреаса Баадера і Гудрун Енслін, що разом з двома іншими спільниками у квітні 1968 року влаштували підпали універмагів у Франкфурті-на-Майні.
Зрештою, у 1969 році комуна почала занепадати через пристрасть деяких її учасників до важких наркотиків з одного боку, і з віддаленням від її ідей з іншого. У листопаді 1969 року на залишки комуни здійснили напад байкери, розгромивши їх кімнати і остаточно поклавши край існуванню «Комуни 1».